# Wes Borland
Wesley Louden "Wes" Borland (* 7. února 1975 Richmond, Virginie) je americký muzikant a umělec. Nejvíce je známý jako kytarista skupiny Limp Bizkit. Byl rovněž členem několika dalších hudebních skupin – např. The Damning Well, Goatslayer, Big Dumb Face a také koncertovým basistou kapely From First to Last. Také je členem vlastní kapely Black Light Burns.

## Život

### Mládí
Borlandova rodina se přistěhovala na Floridu, kde jeho otec získal práci jako kněz v presbytariánském kostele. Zde se mladý Wes potkal s basistou Samem Riversem, ale ze začátku si příliš nerozuměli kvůli rivalitě místních kapel. Wes chodil na školu s Johnem Otto, a tak když se Limp Bizkit rozhlíželi po kytaristovi, John Otto ho doporučil. Předtím se Wes Borland, jak sám později řekl v interview s From First to Last, „ztrapňoval v klubech a hrál dost divnou muziku, která nebyla… dobrá“. V té době hrál Wes na kytaru a zpíval, ale nepoužíval trsátko. Vždy hrál na kytaru jenom oběma rukama – tappingem, a tento styl pak použil i v písních Limp Bizkit: Stalemate, Sour, a Re-Arranged.
Fred Durst odjel do Philadelphie a nechal ostatní, ať si s Wesem promluví a zjistí, jestli by se ke skupině přidal. Wes nabídku přijal a spolu se Samem Riversem a Johnem Ottem se dali do zkoušení při stálém telefonním kontaktu s Fredem Dustem. Později se Fred vrátil do Jacksonville a kapela už měla domluvený koncert. Fred a Wes se poprvé potkali třicet minut před koncertem. Když hráli Limp Bizkit jenom lokálně v Jacksonville, Wes se oblékal jako dívka, nosil těsné růžové oblečení a dával si vlasy do ohonu.
Předtím než Limp Bizkit podepsali svou první smlouvu, Wes na nějakou dobu opustil kapelu. Wes zapomněl brát prášky na jeho ADHD (hyperaktivita s poruchou pozornosti), což způsobilo že si z lidí z kapely pořád jen utahoval. Bylo rozhodnuto, že by měl kapelu opustit. Fred Durst chtěl pokračovat bez něj. Ale poté, co si kapela uvědomila, jak byl pro ně muzikálně důležitý, prosili Wese aby se vrátil a on jim vyhověl.
V nejranějších dobách Limp Bizkit hrál v kapele na klávesy Wesův bratr a pozdější člen Eat the Day Scott Borland, ale s brzkým přibráním DJ Lethala zaznamenala kapela velký úspěch. Scott hrál s Limp Bizkit jako nahrávací klávesák na prvních třech jejich albech, až do Wesova odchodu v 2001.
Na pódiu byl Wes známý svými výstřednostmi, pravidelně nošenou maskou namalovanou na obličej a černými kontaktními čočkami. V říjnu 2000 v rozhovoru pro časopis Guitar World na otázku „Co máš s těmi maskami, čočkami, všemi těmi tajnostmi? Zdá se že do své kapely nepatříš.“ odpověděl mimo záznam „Stydím se za kapelu ve které hraju, tak musím mít další identitu když jsem s nimi“.
Některé kytarové části Wesovy práce na albu Three Dollar Bill Y'all byly inspirované Thrash Metalem s použitím harmonie inspirované industriální hudbou, některé kytary měly znít jako podivné zvuky a hluk, některé byly jemné jazzové melodie a písničky samy o sobě byly dost progresivní, byly tam tradiční písničkové struktury namíchané s experimentálními nápady. Na následujícím úspěšném albu Significant Other se Borlandovo hraní zpomalilo a důraz se přenesl na tvrdost a rytmus, s klasičtějšími strukturami. Na třetím albu Limp Bizkit, Chocolate Starfish and the Hotdog Flavored Water, se Borlandovy kytary staly víc elektrické, kombinující hlavní prvky tvrdosti a tradičního hraní s hraním těžkých, komplexních akordů, který předtím nikdo v metalu nehrál.

### Mimo Limp Bizkit
12. října 2001 opustil Wes Limp Bizkit protože, jak tvrdil, kapela omezovala jeho schopnosti umělecky se vyjádřit. Podle některých zpráv Wes věřil, že se z kapely staly hitparádové hvězdy, a stávaly se až moc populární. Před opuštěním Bizkit založil skupinu Big Dumb Face jako ventil pro svou kreativitu. Brzy ale své působení v této kapele ukončil. Borland pak začal s bratrem Scottem novou kapelu Eat the Day. Wes a jeho bratr Scott zpočátku chtěli být oba hlavními zpěváky, ale brzy začali pociťovat, že kvůli zpívání začíná trpět jejich kytara. Nejdříve se to snažili napravit tak, že se přes Interscope Records snažili najít zpěváka, ale zjistili, že jim nikdo nevyhovuje. Během této fáze Eat the Day se na jejich internetových stránkách objevilo několik instrumentálních písní, s prosbou zpěvákům, kteří by měli zájem, aby nazpívali vokály a poslali je kapele. Tohle gesto bylo podobné mezinárodnímu hledání kytaristy pro Limp Bizkit, poté co Wes odešel, a ukázalo se jako naprosto marné. Členové Eat The Day se rozhodli dát si od projektu malou pauzu, zaměřit se na jiné věci a čekat, jestli se zpěvák sám neobjeví.
Během této doby začal také Wes s produkcí svého sólového alba s kamarádem a producentem Dannym Lohnerem z Nine Inch Nails. Také se dvakrát objevil na soundtracku k filmu Underworld – jednou na remixované verzi písničky Weak and Powerless od kapely Perfect Circle a podruhé na songu The Awakening s kapelou The Damning Well. Wesova a Lohnerova kapela se skládala z Wese Borlanda na kytary, Dannyho Lohnera na basovku, Richarda Patricka jako zpěváka a Joshe Freese jako bubeníka. Wes během této doby odmítl nabídku připojit se k Perfect Circle jako druhý kytarista spolu s zakladatelem kapely Billym Howerdelem, a to kvůli tomu, že se chtěl soustředit na Eat The Day. Na podzim 2003 bylo oznámeno že Eat The Day našli nejmenovaného vokalistu. Vyšlo najevo že je to Richard Patrick z kapel Filter a Nine Inch Nails. S legendárním producentem Bobem Ezrinem v čele začala skupina pracovat na materiálech Eat The Day a The Damning Well, ale Patrick se nepohodl s celou kapelou. To bylo oznámeno přes stránky Eat The Day na přelomu 2003/2004; prohlášení říkalo že Eat The Day a The Damning Well se buď nadobro rozešli nebo mají pauzu. Kvůli tomu začal Wes tvořit nový sóloprojekt s Dannym Lohnerem, Joshem Freesem, Joshem Eustisem, a Johnem Batesem. Někdy v roce 2004 nabídli Nine Inch Nails Wesovi, ať se k nim přidá a vystřídá tak Robina Fincka, který opustil Nine Inch Nails kvůli Guns N' Roses. Borland řekl, že napsal několik písní s Trentem Reznorem, ale že je ještě nevydal.
Na konci roku 2003 Wes spolupracoval a hrál na kytaru na pár písničkách na třetím studiovém albu skupiny The Crystal Method – Legion of Boom. Album bylo vydáno v lednu 2004. Písně, na kterých měl Wes účast byly Broken Glass, Weapons of Mass Distortion a Born Too Slow. Na Born Too Slow se také podílel bývalý frontman Kyuss John Garcia jako zpěvák.

### Návrat k Limp Bizkit
V srpnu 2004 se Wes Borland vrátil k Limp Bizkit. Podle zpráv se musel přesvědčit, jestli je ještě stále ve sporu s frontmanem Limp Bizkit Fredem Durstem před tím, než se přidá k Nine Inch Nails jako kytarista. Jednoho dne se setkali a zjistili, že už mezi sebou spory nemají, a tak Borland začal zase psát muziku s Limp Bizkit. Pracoval na jejich posledním albu, ale jediný materiál vydaný z tohoto nahrávání v Praze byl ve formě EP, nazvaný The Unquestionable Truth (Part 1); vyšel 3. května 2005. Ross Robinson, známý producent Limp Bizkit, Korn, Sepultura a dalších, byl přemluven, aby EP produkoval. Vztahy mezi Borlandem a ostatními členy Limp Bizkit ale začaly být opět napjaté poté, co John Otto procházel drogovými problémy během natáčení materiálu Limp Bizkit v Praze na konci roku 2004, jak dokumentuje video přiložené k The Unquestionable Truth (Part 1).

### Další odchod od Limp Bizkit
Limp Bizkit plánovali, že po vydání EP pojedou na turné a že vydají další materiál z tohoto nahrávání jako The Unquestionable Truth (Part 2). Žádný z těchto plánů se neuskutečnil, jak Borland cituje důvody: „Nikdo (jiný) nechce na turné“, a taky proto, že se během téhto doby Limp Bizkit rozpadli. Ale po neúměrně dlouhé době, kdy od kapely nebylo nic slyšet kvůli točení filmů a projektům ostatních členů, se Fred Durst vrátil a začal posílat zprávy na MySpace stránky Limp Bizkit, zhruba stejného stylu jako posílal Wes na stránky své nové kapely, Black Light Burns. Mimo jiné obvinil Durst Borlanda z toho, že opustil Johna Otta v době kdy ho John potřeboval, a prosazoval mezi ostatními členy Limp Bizkit rok staré rozhodnutí znovu Wese vyhodit z Limp Bizkit. To bylo překvapení nejen pro fanoušky ale i pro Borlanda; to, že se mu o jeho plánovaným vyhození zapomněli zmínit a on si tudíž plánoval svůj čas kvůli turné, které se nikdy nemělo uskutečnit. Durst také prohlásil, že další album kapely, The Unquestionable Truth (Part 2), bude vydané s Borlandovými kytarami na písničkách, které nahráli v Praze, a že album plné délky bude věnováno Wesovi. Borland odpověděl na Durstovu zprávu jednoduše: konstatoval urážlivou povahu jeho poznámek a nechal to být.
Wes se pak prohlásil za plnohodnotného člena svého projektu Black Light Burns. Borland a Danny Lohner také pomáhali s kytarami na albu Roba Zombieho Educated Horses ale jejich písničky nakonec nebyly zařazené na album. Na podzim 2005 hrál Wes všechny basy na albu hardcorové kapely From First to Last - Heroine, s toutéž skupinou pak také jel na turné. Borland se od té doby s kapelou dost sblížil a plánuje pokračovat v psaní a koncertování s nimi. Borland hrál všechny basy na CD a podílel se na napsání písničky Save Us, která se nevešla na album Heroine.

### Black Light Burns
Borlandův poslední projekt Black Light Burns je kapela plující někde mezi industrial gothic alternative a obsahuje členy jeho dřívější kapely The Damning Well. Wes tentokrát zpívá, hraje na kytaru, basu, klávesy a zabývá se i programmingem, Danny Lohner se podílí na kytarách, basách, klávesách, programmingu, Josh Eustis dělá programming a klávesy a Josh Freese bubnuje. Projekt se vyvinul z Borlandova původního záměru napsat sólo album, ale podle Borlanda teď obsahuje ten sólo materiál, materiál z Eat The Day, materiál z The Damning Well, a také písničky z dřívějšího sólo projektu, který Borland napsal během jeho působení v Eat The Day a který je stále nevydaný. Tuto klíčovou skutečnost odhalil při natáčení On the Pulse. Počáteční plán na vydání alba byl zaslán na jejich MySpace: „Konečná stopáž debutového alba je skoro hotová a kapela plánuje vydání na první čtvrtinu roku 2006 a poté světové turné“. Všichni hosté na albu jsou potvrzeni takto: Carina Round, basista Limp Bizkit - Sam Rivers, frontman From First to Last - Sonny Moore a Johnette Napolitano z Concrete Blonde. Sam Rivers nedávno vyjádřil nelibost nad svým účinkováním v písničce Black Light Burns pojmenované I Have A Need a to kvůli Borlandovu odchodu z Limp Bizkit. Poté však prošlo vydavatelství BLB - Geffen Records - personálními změnami a ani se neobtěžovalo odpovídat na Borlandovy telefony, tak se obě strany rozešly. Borland 3. února 2007 ohlásil, že Black Light Burns podepíše smlouvu s novým vydavatelstvím Rosse Robinsona nazvaným „I AM: WOLFPACK“. Jako datum vydání je nyní určen 5. červen 2007.
Wes jezdil po světě s From First to Last od začátku roku 2006. Na podzim 2006 ohlásil plán na turné BLB/FFTL, které se nikdy neuskutečnilo kvůli hledání vydavatelství pro Black Light Burns poté, co se Borland rozešel s Geffed Records. Borland taktéž zvažuje psaní a koncertování s From First to Last na jejich dalším albu.
V roce 2008 se Wes přidal ke kapele zpěváka Marilynu Mansonovi a bylo ohlášeno turné, které ovšem bylo vzápětí zrušeno, protože Wes si to po několika týdnech rozmyslel a od Mansona odešel.

### Další návrat k Limp Bizkit
První zmínky o Borlandově možném návratu do kapely se objevily na přelomu roku 2008/2009. V únoru 2009 byl Borlandův návrat oficiálně potvrzen. Prohlášení Freda Dursta: "Shodli jsme se, že jsme víc znechuceni současnou hudební scénou než jsme sami mezi sebou. Navzdory tomu kam nás naše rozdělené cesty dovedly, jsme poznali, že je mezi námi silná a jedinečná energie, kterou jsme nenašli nikde jinde. To je důvod proč jsou Limp Bizkit zpět." Podle několika dalších interview si prý s Wesem vše vyříkali a jsou připraveni opět začít hrát. Kapela oznámila úmysl nahrát nové album a létě toho roku Limp Bizkit poprvé po 6 letech jeli celosvětové na turné. Vydání nového alba, pojmenovaného Gold Cobra, se očekává v roce 2011. Wes také ohlásil, že svůj projekt Black Light Burns neopouští a chystá se natočit další album také v roce 2011.

### Kreslení a umění
Borland je rovněž známý a respektovaný jako vizuální umělec (malíř, kreslíř, grafik …). Od jeho jevištních zlepšováků, jako jsou králičí kostýmy, až po jeho olejomalby. Vybraná díla chtěl v únoru 2007 vystavit v umělecké galerii Marilyna Mansona, ale nakonec z toho sešlo, protože Mansonova galerie je soukromá a Wes chtěl, aby byly jeho obrazy přístupné pro veřejnost. Zřídil si MySpace na kterém prezentuje některé své malby, stejně jako tam poslal několik hudebních ukázek, které jsou podle Borlanda „ještě aktuálnější než materiál BLB“.